# ×Crepi-Hieracium garnieri
Crepi-Hieracium garnieri là một loài thực vật có hoa trong họ Cúc. Loài này được (Petitm.) P.Fourn. mô tả khoa học đầu tiên năm 1928.